# Severínia (kommun)
Severínia är en kommun i Brasilien.   Den ligger i delstaten São Paulo, i den sydöstra delen av landet, 600 km söder om huvudstaden Brasília. Antalet invånare är 15 504.
Följande samhällen finns i Severínia:
- Severínia

Trakten runt Severínia består till största delen av jordbruksmark. Runt Severínia är det glesbefolkat, med 17 invånare per kvadratkilometer.